# アズ・セイフ・アズ・イエスタデイ・イズ
『アズ・セイフ・アズ・イエスタデイ・イズ』（As Safe as Yesterday Is）は、イギリスのロック・バンド、ハンブル・パイが1969年に発表した初のスタジオ・アルバム。

## 解説
「デスペレイション」はステッペンウルフのカヴァーで、「グロウイング・クローサー」はスティーヴ・マリオットがかつて在籍していたスモール・フェイセスのメンバー、イアン・マクレガン作の曲である。
バンドの母国イギリスでは、1969年9月6日付の全英アルバムチャートで32位となるが、翌週にはトップ100圏外に落ちた。なお、本作と同時期にリリースされたバンドのデビュー・シングル「あいつ(Natural Born Bugie)」は、全英シングルチャートで最高4位を記録しており、本作のアメリカ盤LP (IMOCS 101)では、この曲が「Natural Born Woman」と改題された上で「グロウイング・クローサー」の代わりに収録された。
Stephen Thomas Erlewineはオールミュージックにおいて5点満点中4点を付け「もしこのグループが、サウンドを支える良い曲を書いていれば、より印象的になったことだろう」「まだバンドのサウンドも今一つだということは否定できないが、バンドが全く異なる音楽的要素を持ち込んだ上で、それらを衝突させ、ヒッピー・フォークと深みのあるセクシーなブルースを荒削りだが豊かに混ぜ合わせた作風は、とても魅力的である」と評している。

## 収録曲
特記なき楽曲はスティーヴ・マリオット作。
1. デスペレイション - "Desperation" (John Kay) – 6:28
2. スティック・シフト - "Stick Shift" (Peter Frampton) – 2:22
3. バター・ミルク・ボーイ - "Butter Milk Boy" – 4:22
4. グロウイング・クローサー - "Growing Closer" (Ian McLagan) – 3:12
5. アズ・セイフ・アズ・イエスタデイ・イズ - "As Safe as Yesterday Is" (Steve Marriott, P. Frampton) – 6:06
6. バン! - "Bang!" – 3:24
7. アラバマ'69 - "Alabama '69" – 4:37
8. アイル・ゴー・アローン - "I'll Go Alone" (P. Frampton) – 6:17
9. ア・ニフティ・リトル・ナンバー・ライク・ユー - "A Nifty Little Number Like You" – 6:11
10. ホワット・ユー・ウィル - "What You Will" – 4:20

### リマスターCDボーナス・トラック
1. あいつ - "Natural Born Bugie" – 4:12
2. リスト・ジョブ - "Wrist Job" – 4:14

## 参加ミュージシャン
- スティーヴ・マリオット - ボーカル、ギター、アコースティック・ギター、スライドギター、オルガン、ハーモニカ、タブラ、ピアノ
- ピーター・フランプトン - ボーカル、ギター、スライドギター、オルガン、ピアノ、タブラ
- グレッグ・リドリー - ベース、パーカッション、ボーカル
- ジェリー・シャーリー - ドラムス、タブラ、パーカッション、ハープシコード

アディショナル・ミュージシャン
- リン・ドブソン - フルート(on #4, #7)、シタール(on #4)